# Cyrtandra exserta
Cyrtandra exserta är en tvåhjärtbladig växtart som beskrevs av Karl Moritz Schumann. Cyrtandra exserta ingår i släktet Cyrtandra och familjen Gesneriaceae. Inga underarter finns listade i Catalogue of Life.